# Kaito Umeda
Kaito Umeda (japanisch 梅田 魁人 Umeda Kaito; * 15. Mai 1997 in der Präfektur Yamaguchi) ist ein japanischer Fußballspieler.

## Karriere
Kaito Umeda erlernte das Fußballspielen in der Schulmannschaft der Takagawa Gakuen High School sowie in der Universitätsmannschaft der Universität Fukuoka. Seinen ersten Vertrag unterschrieb er am 1. Februar 2020 bei Tegevajaro Miyazaki. Der Verein aus Miyazaki, einer Stadt in der Präfektur Miyazaki, spielte in der vierten japanischen Liga, der Japan Football League. Als Tabellenzweiter stieg er mit dem Verein Ende 2020 in die dritte Liga auf. Sein Drittligadebüt gab Kaito Umeda am 14. März 2021 (1. Spieltag) im Heimspiel gegen Iwate Grulla Morioka. Hier stand er in der Startelf und wurde 78. Minute gegen den Nigerianer Samuel Abiodun Saanumi ausgewechselt. Iwate Grulla Morioka gewann das Spiel mit 1:0. Für Miyazaki absolvierte er 27 Drittligaspiele. Im Januar 2022 wechselte er in die zweite Liga, wo er sich Mito Hollyhock anschloss.